# 李·埃文斯 (足球运动员)
李·埃文斯（英語：Lee Evans，1994年7月24日—），威爾士足球運動員，在場上的位置是中場。現時為英甲俱乐部黑池球員。

## 外部連結
- Official Wolves profile （页面存档备份，存于）
- 足球数据库：李·埃文斯的球员统计数据